# Hora del planeta
L'Hora del Planeta és un esdeveniment internacional organitzat per World Wide Fund for Nature (WWF) i l'agència publicitària Leo Burnett, que se celebra l'últim dissabte de març de cada any i que consisteix en una apagada elèctrica voluntària, en què es demana a cases, empreses i comunitats que apaguin els llums i altres aparells elèctrics durant una hora. Amb aquest esdeveniment es vol conscienciar la societat sobre la necessitat de prendre mesures contra l'escalfament global i la contaminació atmosfèrica, així com estalviar energia i disminuir la contaminació lumínica. La primera vegada que es va celebrar va ser el 31 de març de 2007 a Sydney i, des de llavors, s'hi han afegit més de 7.000 pobles i ciutats d'arreu del món.
La idea inicial va sorgir d'un think tank promogut per Andy Ridley, director general de l'agència publicitària Leo Burnett, que va donar lloc a una associació entre WWF Australia, Leo Burnett i Fairfax Media. A més, el projecte va comptar amb el suport de l'alcaldessa de Sydney del moment, Clover Moore.
La primera Hora del Planeta es va celebrar a Sydney el 31 de març de 2007, entre les 19:30 i les 20:30 (hora local). L'estalvi d'energia va ser de més de 20.000 Kwh, que representa un 10,2% menys del consum d'electricitat habitual en aquell moment del dia, segons un estudi d'Energy Australia (proveïdor de serveis d'electricitat i gas a Austràlia). Una enquesta feta per AMR Interactive va apuntar a una participació aproximada de 2,2 milions de ciutadans.
Seguint l'exemple de Sydney, moltes altres ciutats, al Canadà i altres països van adoptar l'esdeveniment el dissabte 29 de març de 2008, de 19:30 a 20:30. L'Hora del Planeta del 2010 es va celebrar el 27 de març de 20:30 a 21:30, hora local a cada país.
El 2011, es va fer a 5,251 ciutats i 135 països i territoris de tots els continents.

## Ciutats inscrites
Aquesta és una llista de les ciutats (incloent els voltants) inscrites per l'esdeveniment.
| Asia, Oceania | Europa | Amèrica Anglosaxona | Amèrica Llatina |
| - La Calera, Xile - Lautoka, Fiji - Suva, Fiji - Adelaida (Austràlia) - Brisbane, Austràlia - Canberra, Austràlia - Darwin, Austràlia - Hobart, Austràlia - Melbourne, Austràlia - Perth, Austràlia - Sydney, Austràlia - Auckland, Nova Zelanda - Christchurch, Nova Zelanda - Wellington, Nova Zelanda - Bangkok, Tailàndia - Manila, Filipines - Singapur - Dubai, Emirats Àrabs Units - Tel-Aviv, Israel - Ahmedabad, Índia - Bangalore, Índia - Nova Delhi, Índia - Pune, Índia - Jakarta, Indonèsia | - Londres, Regne Unit - Exeter, Regne Unit - Cardiff - Àvila, Espanya - Barcelona - Bilbao, - Caravaca de la Cruz, Espanya - Castelldefels - Còrdova, Espanya - Cadis, Espanya - Gijón, Espanya - Granada, Espanya - Madrid, Espanya - Màlaga, Espanya - Melilla, Espanya - Múrcia, Espanya - Salamanca, Espanya - Santa Cruz de Tenerife, Espanya - Sevilla, Espanya - València - Saragossa, Espanya - Copenhaguen, Dinamarca - Aalborg, Dinamarca - Aarhus, Dinamarca - Odense, Dinamarca - Baia Mare, Romania - Lugoj, Romania - Timişoara, Romania - Sighetu Marmaţiei, Romania - Dublín, Irlanda - Örebro, Suècia - Trondheim, Noruega | - Arlington, Estats Units - Asbury Park, Nova Jersey, Estats Units - Atlanta, Estats Units - Bradley Beach, Estats Units - Bridgeport, Estats Units - Brisbane, Califòrnia, Estats Units - Burbank, Estats Units - Charlotte, Estats Units - Chicago, Estats Units - Columbia, Estats Units - Concord, Estats Units - Denver, Estats Units - Falmouth, Estats Units - Glendale, Estats Units - Highland Park, Estats Units - Homer Glen, Estats Units - Honolulu, Estats Units - Houston, Estats Units - La Grange, Estats Units - La Plata, Estats Units - Los Angeles, Estats Units - Martha's Vineyard, Estats Units - Matawan, Estats Units - Miami, Estats Units - Minneapolis, Estats Units - Muskegon, Estats Units - Norman, Estats Units - Estat de Nova York, Estats Units - Ocean City, Estats Units - Opelika, Estats Units - Pasadena, Estats Units - Phoenix, Estats Units - Portland, Estats Units - Roswell, Geòrgia, Estats Units - Saginaw, Estats Units - San Clemente, Estats Units - San Francisco, Estats Units - St. Louis, Estats Units - Wilmington, Estats Units - Provincia de Nova Escòcia, Canadà - Provincia del Quebec, Canadà - Provincia de Nova Brunswick, Canadà - Provincia d'Ontario, Canadà - Provincia de Terranova i Labrador, Canadà - Provincia de Colúmbia Britànica, Canadà - Provincia d'Alberta, Canadà | - Santo Domingo, República Dominicana - Punta Cana, República Dominicana - Ciutat de Mèxic - Chiapas, Mèxic - Chihuahua, Mèxic - Santiago de Querétaro, Mèxic - Guadalajara, Mèxic - Guaymas, Mèxic - León, Mèxic - Morelos, Mèxic - Real del Monte, Mèxic - Puebla, Mèxic - San Luis Potosí, Mèxic - Tampico, Mèxic - Toluca de Lerdo, Mèxic - Veracruz, Mèxic - Tijuana, Mèxic - Quito, Equador - Manta, Equador - Cuenca, Equador - Guayaquil, Equador - Quevedo, Equador - San Juan, Puerto Rico - San Salvador, El Salvador - Antiguo Cuscatlan, El Salvador - Ciutat de Guatemala - La Ceiba, Hondures - San Pedro Sula, Hondures - León, Nicaragua - San José, Costa Rica - Panamà - Bucaramanga, Colòmbia - Bogotà, Colòmbia - Barranquilla, Colòmbia - Cali, Colòmbia - Ibagué, Colòmbia - Medellín, Colòmbia - Valparaíso, Colòmbia - Cartagena, Colòmbia - Santa Marta, Colòmbia - Mocoa, Colòmbia - Arapiraca, Brasil - Ribeirão Preto, Brasil - Araraquara, Brasil - Belém, Brasil - Belo Horizonte, Brasil - Brasília, Brasil - Camapuã, Mato Grosso do Sul, Brasil - Camocim, Ceará, Brasil - Campo Grande, Brasil - Curitiba, Brasil - Fortaleza, Ceará, Brasil - Florianópolis, Brasil - Guapimirim, Rio de Janeiro, Brasil - Guarabira, Paraíba, Brasil - Sumidouro, Rio de Janeiro, Brasil - Gurupi, Estat de Tocantins, Brasil - Itaperuna, Rio de Janeiro, Brasil - João Pessoa, Paraíba, Brasil - Joinville, Brasil - Maceió, Brasil - Niterói, Rio de Janeiro, Brasil - Patos, Paraíba, Brasil - Recife, Brasil - Rio Branco, Acre, Brasil - Rio de Janeiro, Brasil - Rio das Ostras, Rio de Janeiro, Brasil - Salgueiro, Pernambuco, Brasil - São Bernardo do Campo, São Paulo, Brasil - São Paulo, Brasil - São Roque, São Paulo, Brasil - Porto Alegre, Brasil - Vila Velha, Espírito Santo, Brasil - Cariacica, Espírito Santo, Brasil - Viana, Espírito Santo, Brasil - Uberlândia, Minas Gerais, Brasil - Lima, Perú - Junín, Perú - Juliaca, Perú - Arequipa, Perú - Cusco, Perú - Pucallpa, Perú - Chachapoyas, Perú - Moyobamba, Perú - Ica, Perú - La Paz, Bolívia - Cochabamba, Bolívia - Trinidad (Bolívia) - Tarija, Bolívia - Oruro, Bolívia - Potosí, Bolívia - Sucre, Bolívia - El Alto, Bolívia - Viacha, Bolívia - San Ignacio de Velasco, Bolívia - San Matías, Bolívia - Buenavista, Bolívia - Riberalta, Bolívia - Vallegrande, Bolívia - Puerto Suárez, Bolívia - Entre Ríos, Bolívia - Puerto Quijarro, Bolívia - Montero, Bolívia - Chulumani, Bolívia - Tupiza, Bolívia - Asunción, Paraguai - Buenos Aires, Argentina - Córdoba, Argentina - La Plata, Argentina - Mar del Plata, Argentina - Miramar, Argentina - Neuquén Capital, Argentina - Parera, Argentina - Río Cuarto, Argentina - Santiago, Xile - Montevideo, Uruguai - Artigas, Uruguai - Managua, Nicaragua - Esteli, Nicaragua - Barquisimeto, Veneçuela - Caracas, Veneçuela - Mérida, Veneçuela |

## Webgrafia
- (En anglès) Mcardle, P. (2009). Earth Hour 2007 - Impact on Australia's National Electricity Market. [Consultat: 15 de febrer de 2015]